# 331 Етеріджея
331 Етеріджея (331 Etheridgea) — астероїд головного поясу, відкритий 1 квітня 1892 року Огюстом Шарлуа у Ніцці.